# حصار

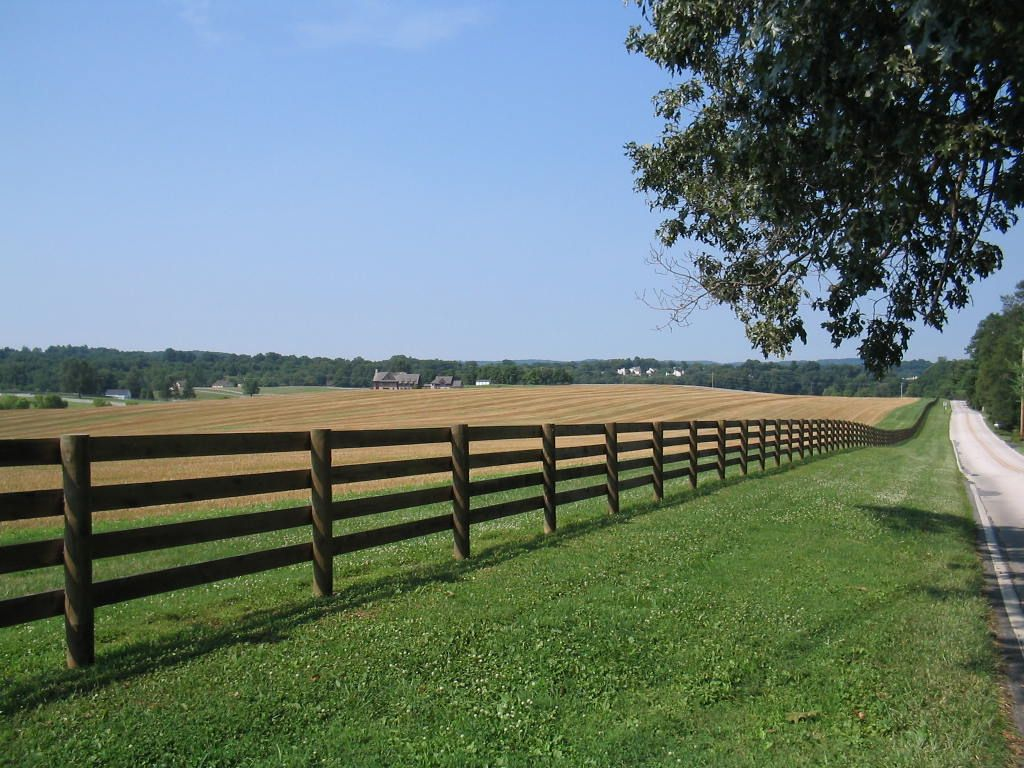
یک حصار چوبی

حصار (به انگلیسی: Fence) یک ساختاری است که یک محیطی را، که اغلب در بیرون از ساختمان است، محصور می‌کند و معمولا از تیرک هایی تشکیل شده‌است که به وسیله تخته، سیم، نرده و تور به همدیگر متصل می‌شوند. یک حصار برخلاف دیوار در کل مساحتش ساختار یکپارچه و توپری ندارد.

## انواع حصار
- حصار توری
- حصار استخر
- حصار مزرعه